# 오펠 시그넘
오펠 시그넘(Opel Signum)는 2003년부터 2008년까지 생산된 오펠의 승용차이다.

## 상세
2001년 프랑크푸르트 모터쇼와 볼로냐 모터쇼에서 공개된 시그넘2 컨셉트에서 디자인 요소를 가져왔다. 2002년 8월에 공식 사진이 공개되었으며, 1년 뒤인 2003년에 출시되었다. 기존 벡트라 왜건의 축거를 늘리고, 왜건 특유의 둔한 느낌을 배제하였다. 독자적인 경쾌한 디자인을 채용하였고, 내장재 등을 고급화하였다. 2005년에 벡트라와 동시에 페이스리프트를 진행하였으며, 2008년에 후속 차종인 인시그니아의 출시로 단종되었다.

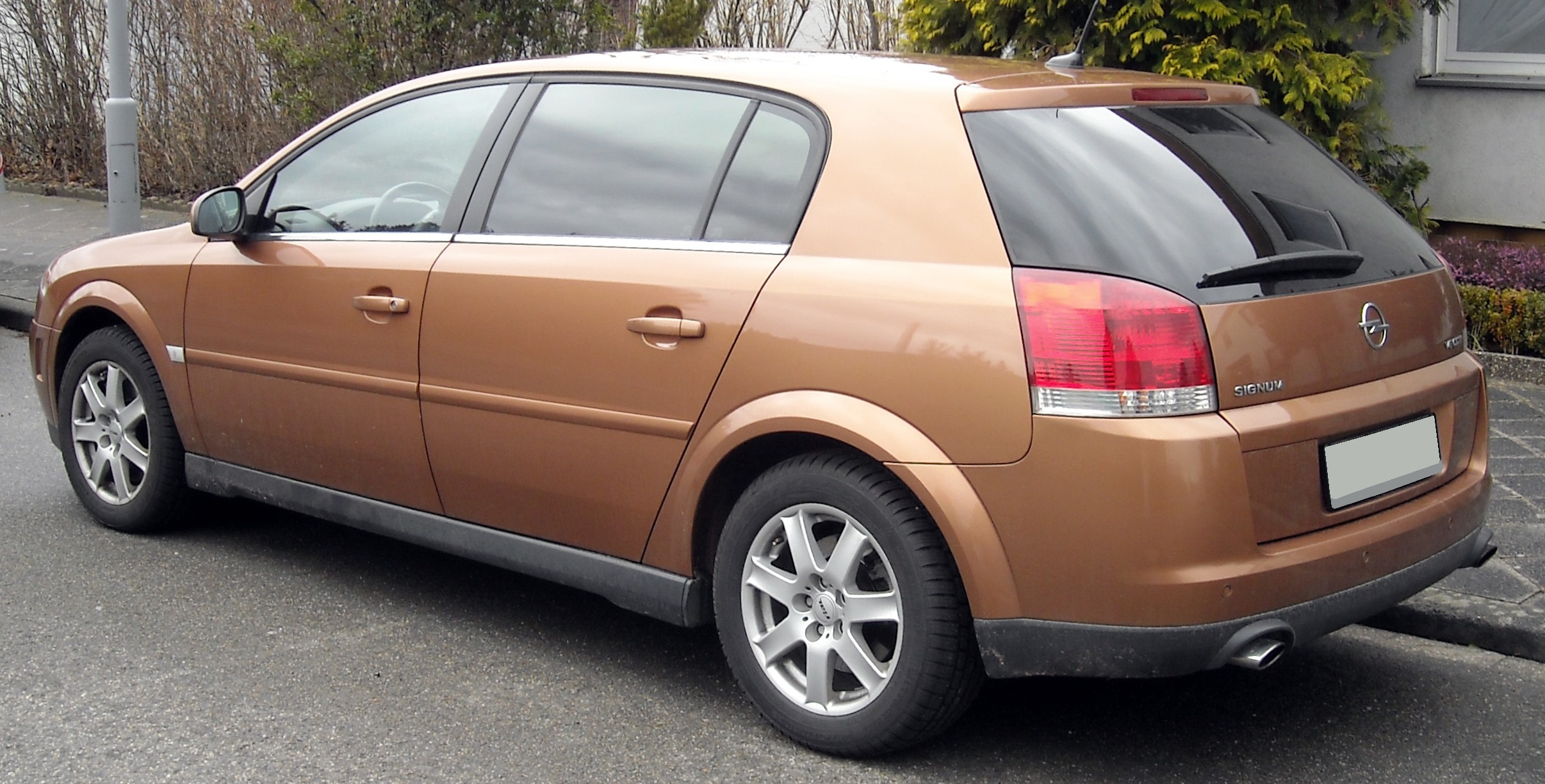
오펠 시그넘(전기형) 후측면
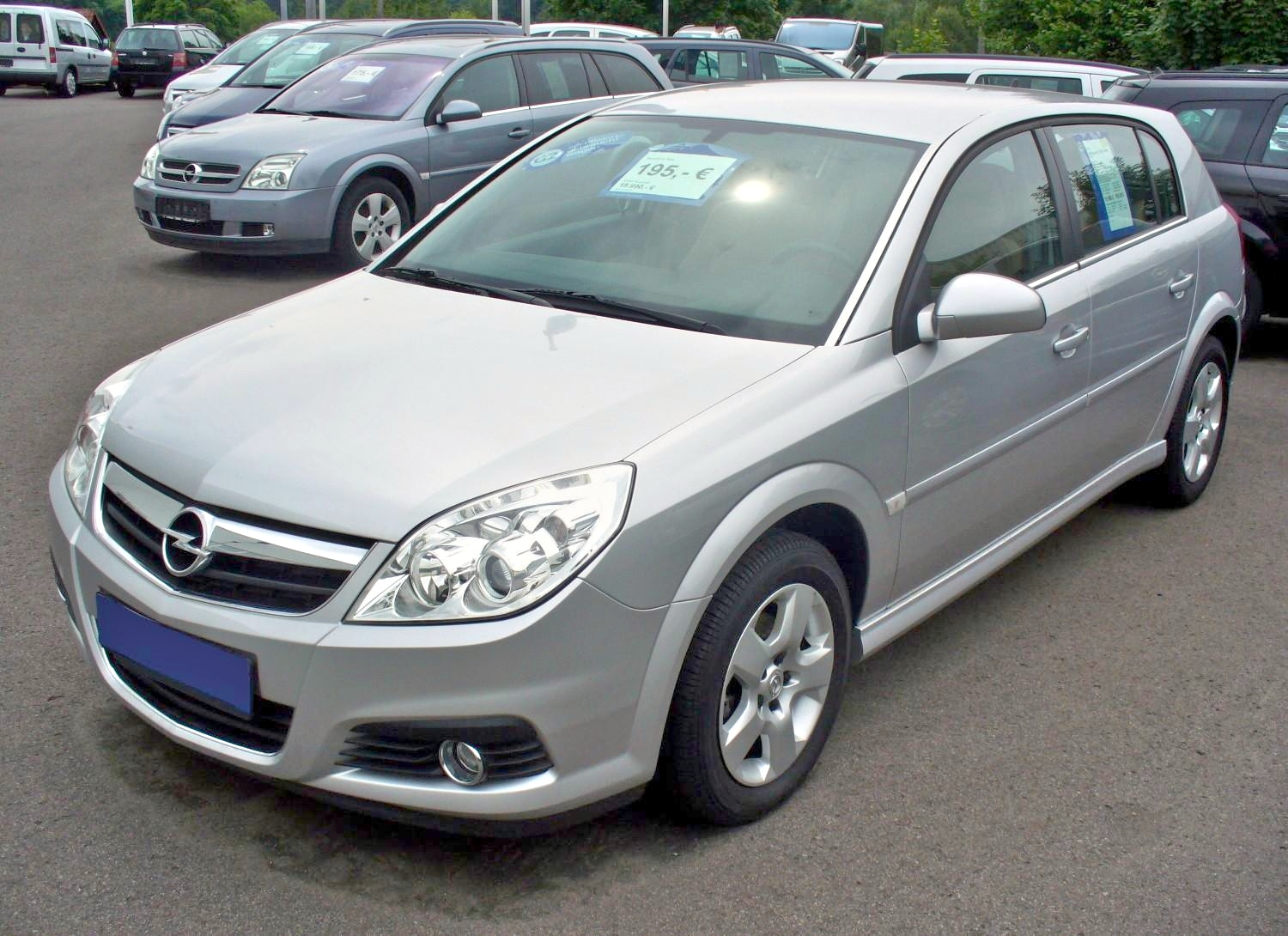
오펠 시그넘(후기형) 정측면
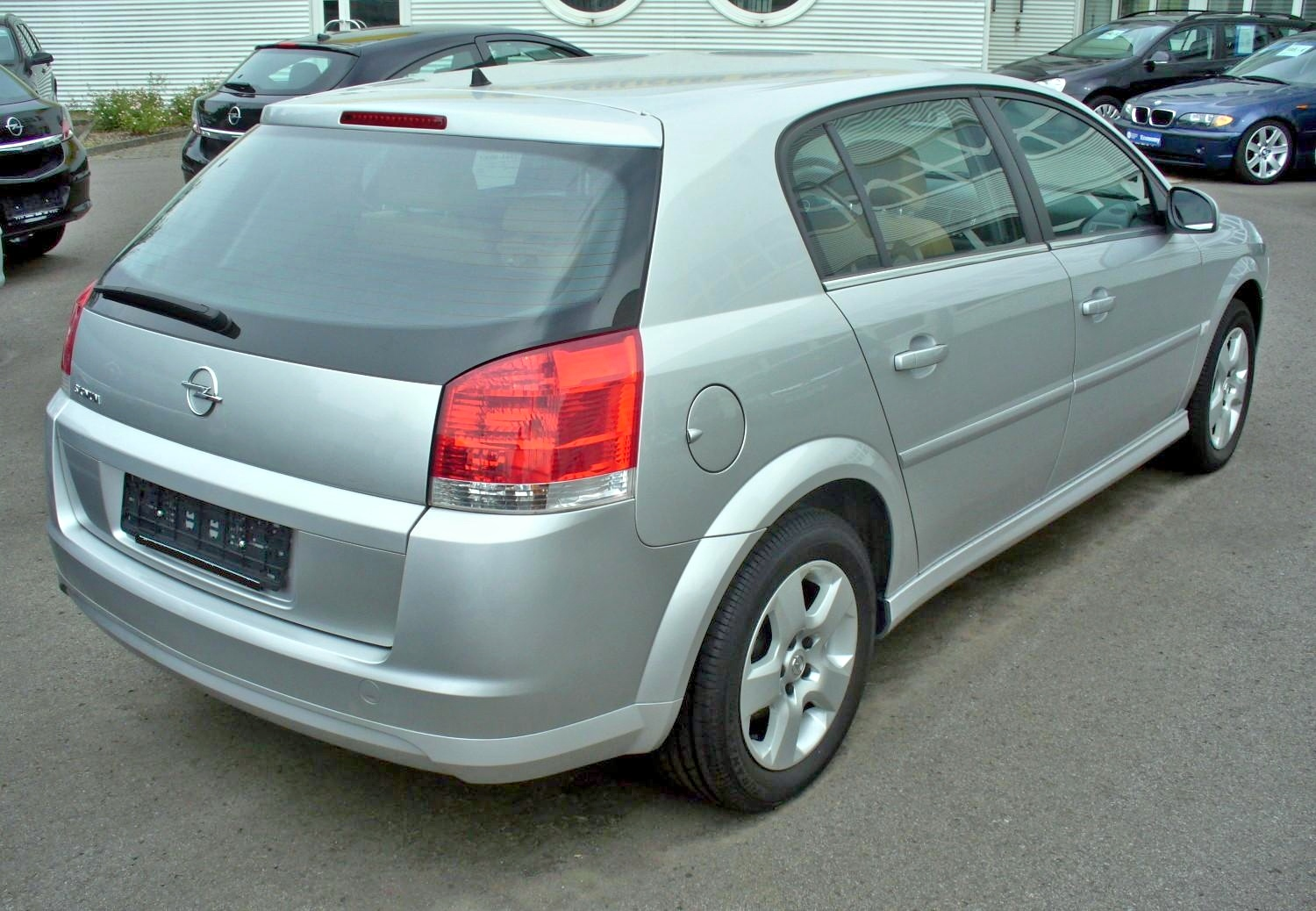
오펠 시그넘(후기형) 후측면